# Sermaise (Essonne)
Sermaise is een gemeente in het Franse departement Essonne (regio Île-de-France) en telt 1471 inwoners (1999). De plaats maakt deel uit van het arrondissement Étampes.

## Geografie
De oppervlakte van Sermaise bedraagt 13,6 km², de bevolkingsdichtheid is 108,2 inwoners per km².
De onderstaande kaart toont de ligging van Sermaise (Essonne) met de belangrijkste infrastructuur en aangrenzende gemeenten.

## Demografie
Onderstaande figuur toont het verloop van het inwonertal (bron: INSEE-tellingen).